# Operacja Żagiel 2003

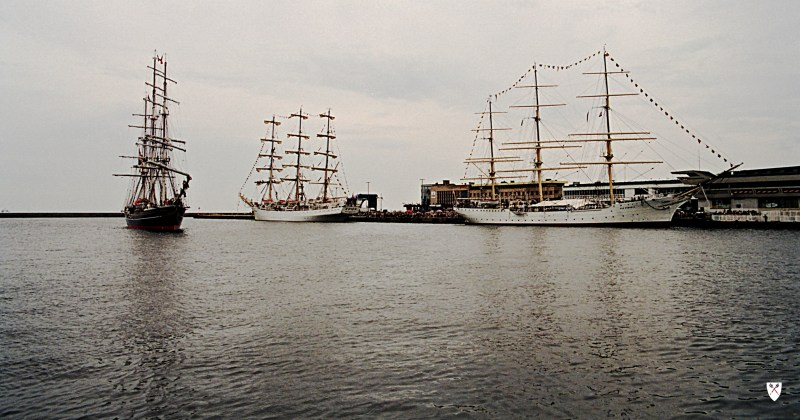
Stad Amsterdam mija Dar Młodzieży i Dar Pomorza 19 lipca 2003 r.

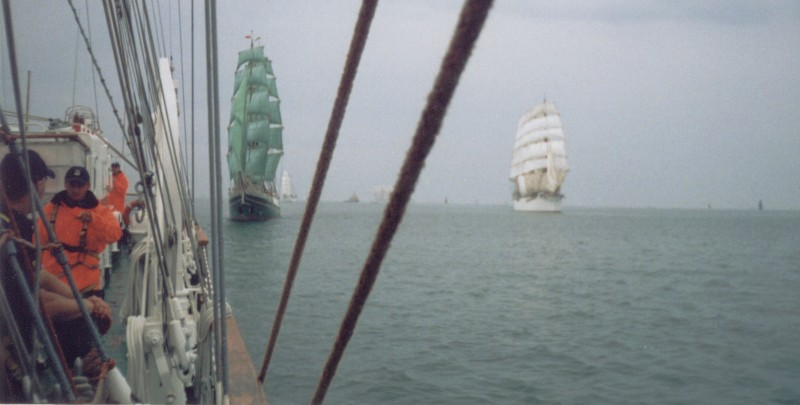
Po starcie za Helem widok z pokładu ORP Iskra m.in. na Alexandra von Humboldt z zielonymi żaglami 22 lipca 2003 r.

Operacja Żagiel 2003 (ang. The Tall Ships' Races 2003) – zlot żaglowców połączony z regatami oraz imprezami okolicznościowymi, organizowany przez Sail Training Association w 2003 roku, na Morzu Bałtyckim i w jego portach. W dniach 19-22 lipca 2003 – w Gdyni odbył się początek zlotu żaglowców i start do regat Cutty Sark Tall Ships' Races (Operacja Żagiel).

## Etapy regat
- Gdynia – Turku: 23–31 lipca
- Turku – Ryga: 3–10 sierpnia
- Ryga – Travemünde: 3–21 sierpnia

## Klasy żaglowców
Wzięło w nim udział 89 zarejestrowanych żaglowców i jachtów:
- O długości 100 m albo większej: (wszystkie klasy A)
  - STS Siedow – największy żaglowiec szkolny świata (rosyjski) (bark, długość 121,6 m)
  - Mir (długość 110 m)
  - Dar Młodzieży (fregata, długość 109 m)
  - STS Nadezhda (długość 108,6 m)
- 100-metrowce, których zabrakło:
  - Gwarek dokończony przez Holendrów jako Royal Clipper (długość 133,2 m)
  - Kruzensztern – był w Gdyni latem 2002 (długość 113,5 m)

Pozostałe klasy A:
- Cuauhtemoc, Meksyk, długość: 90,50 (meksykańskiej marynarki wojennej) – jedyny uzbrojony (armaty salutacyjne)
- Stad Amsterdam – Holandia, fregata, długość: 76,20
- Alexander von Humboldt, Niemcy, długość: 63,00 – najstarszy, zbudowany w 1906
- Prince William, Wielka Brytania, długość: 59,34
- Lord Nelson, Wielka Brytania, długość: 51,80 – zautomatyzowany, przystosowany do obsługi przez osoby niepełnosprawne
- ORP Iskra, Polska, barkentyna, długość: 48,36
- Pogoria, Polska, barkentyna, długość: 47,00

Klasy A II
- STS Kapitan Głowacki, Polska, brygantyna, długość: 30,18
- STS Asgard II, Irlandia, długość: 30,02

Klasy B:
- Estelle, Finlandia, długość: 53,30
- Helena, Finlandia, długość: 37,09
- Seutedeern II, Niemcy, długość: 36,20
- Johann Smidt, Niemcy, długość: 35,57

Klasy B:
- Excelsior, Wielka Brytania, długość: 29,42

Klasy C:
- Deodar, Szwecja, długość: 30,80
- Orsa Maggiore, Włochy, długość: 28,30
- Zuversicht, Niemcy
- Joanna Saturna, Finlandia
- Victor Jara, Niemcy

Klasy C I:
- Constantia, Szwecja, długość: 31,45
- Ellen, Szwecja, długość: 30,17
- Wywern Von Bremen, Niemcy, długość: 29,72
- Albanus, Wyspy Alandzkie, długość: 27,00
- Skibladner II, Dania, długość: 25,92
- Jens Krogh, Dania, długość: 24,08
- Jolie Brise, Wielka Brytania, długość: 22,35
- Tante Fine, Francja, długość: 22,04
- Morning Star of Revelation, Wielka Brytania, długość: 18,90

Klasy C II:
- Antwerp Flyer, Belgia, długość: 27,30
- Sagitta, Dania, długość: 25,60
- Anne Margaretha, Holandia, długość: 23,30
- Hartlepool Renaissance, Wielka Brytania, długość: 21,95
- James Cook, Wielka Brytania, długość: 20,95
- Vegewind, Niemcy, długość: 20,75
- Esprit, Niemcy, długość: 19,92
- Andromeda, Dania, długość: 18,16
- Henrika, Finlandia, długość: 17,43
- Spaniel, Litwa, długość: 17,06
- Dark Horse, Wielka Brytania, długość: 17,05
- Kaper, Niemcy, długość: 16,98
- Sparta, Litwa, długość: 16,61
- Navigator, Finlandia, długość: 16,20
- Wars, Polska, długość: 15,54
- Ocean Scout, Wielka Brytania, długość: 14,94
- Offshore Scout, Wielka Brytania, długość: 14,93
- s/y Jagiellonia, Polska, długość: 14,22
- Freedom, Szwecja, długość: 13,82
- s/y Gwarek, Polska, długość: 13,68
- Black Diamond of Durham, Wielka Brytania, długość: 13,45
- Discovery, Wielka Brytania, długość: 13,26
- Hallam, Wielka Brytania, długość: 12,19
- Katarina, Szwecja
- Berg, Polska

Klasa C III:
- Rona II, Wielka Brytania, długość: 20,57
- Thyra, Dania, długość: 19,51
- Svanen, Dania, długość: 19,51
- Chaser, Wielka Brytania, długość: 16,61
- Dasher, Wielka Brytania, długość: 16,46
- Flora, Rosja, długość: 15,54
- Hetman, Polska, długość: 15,48
- Jotunheim, Finlandia, długość: 15,24
- Akela, Rosja, długość: 15,24
- Merisissi III, Finlandia, długość: 15,12
- Lua Dos, Hiszpania, długość: 14,97
- Merkury, Polska, długość: 14,94
- Orion, Polska, długość: 14,94
- Rhea, Finlandia, długość: 14,71
- Farurej, Polska, długość: 13,64
- Venta, Litwa, długość: 13,63
- Anita, Litwa, długość: 13,60
- Nauticus, Polska, długość: 13,41
- Knez, Polska, długość: 13,28
- Merisusi, Finlandia, długość: 13,05
- Villa Mare, Finlandia, długość: 12,80
- Tokka-Lotta, Finlandia, długość: 12,73
- Where Next, Gibraltar, długość: 12,50
- Sekstant, Polska, długość: 11,58
- Sarmata II, Polska, długość: 11,56
- Andromeda, Polska, długość: 10,62
- Feelings, Finlandia
- Śniadecki, Polska
- Rzeszowiak, Polska
- Julianna, Stany Zjednoczone (polska załoga)

Brak danych klasy:
- Anya, Niemcy
- Norden, Niemcy